# スーパースペシャル
『スーパースペシャル』は、1994年4月2日から2004年3月27日まで日本テレビ系にて放送されていた単発特別番組枠。放送時間は毎週土曜 19:00 - 20:54 (JST) 。

## 概要
1994年3月まで土曜日に放送されていたレギュラー番組（『なんだろう!?大情報!』と『マジカル頭脳パワー!!』）はスポーツ中継（プロ野球・Jリーグなど）や『24時間テレビ』に差し替えられることが多かった。そのため、これら2番組と月曜日の次に野球中継が少ない木曜日の単発枠『木曜スペシャル』の枠を交換させる形でこの番組枠が誕生した。日本テレビ系の土曜日に単発特別番組が放送されるのは、1990年9月に終了した『土曜スーパースペシャル』（第2期）以来4年ぶりとなった。
主にバラエティ番組のスペシャルを放送していた。ただし、プロ野球のシーズン中には殆どの回が野球中継に切り替えられるため、雨傘番組（中継予定のプロ野球の試合が雨天中止になった場合に、代替放送される番組）になることも多かった。第1回目の放送は、1994年4月2日の『決定版!大相撲の魅力すべて見せます』。
タイトルの最後には西暦を冠していた（例：スーパースペシャル'99、スーパースペシャル2004）。タイトルは1994年から1999年までは「スーパーSPECIAL'○○」だったが、2000年からは「スーパースペシャル20○○」になった。
この枠の終了後、特別番組枠は『THEスペシャル!』へと引き継がれた。

## レギュラー化した番組
- 行列のできる法律相談所→行列のできる相談所
- 謎を解け!まさかのミステリー
- 史上最強の億万長者シリーズ→億万のココロ・愛しのマネー$伝説

## 放送された主な番組
- ものまねバトル（現在の「ものまねグランプリ」へ引き継ぐ）
- 欽ちゃんの仮装大賞※◎
  - 欽ちゃんの仮装大賞全部見せますPart3（1995年3月11日放送）
  - 欽ちゃんの仮装大賞全部見せますPart4（1996年2月24日放送）
  - 欽ちゃんの仮装大賞まるごと50回分全部見せます（1997年2月22日放送）
    - かつて『土曜スーパースペシャル』→『木曜スペシャル』で放送された『仮装大賞』総集編を本枠で継続。

  - 欽ちゃんの仮装大賞 どうしてこんなに、爆笑一生懸命物語（1999年2月6日放送）
- 鳥人間コンテスト（よみうりテレビ制作）※◎
- さんま・所のオシャベリの殿堂
- ウンナン&マチャミの日本一素敵なサイテー大賞
- 著名人が通い続ける湯けむりの宿
- 久米宏の道徳の時間
- ズームイン総力取材 世界の絶叫マシーン!!一番怖〜いの決定戦
- 全日本有線放送大賞 → オールジャパンリクエストアワード → ベストヒット歌謡祭（よみうりテレビ制作）
- 電波少年シリーズ
  - 電波少年INTERNATIONAL
  - 雷電為右衛門（第1回のみ）
- 国民投票制導入!激闘!特番トーナメント
  - 国民投票制導入!激闘!秋の特番トーナメント（1994年10月22日放送）
  - 国民投票制導入!激闘!新春特番トーナメント（1995年1月14日放送）
    - 春秋の改編期に同局のゴールデン・プライムタイムで放送したレギュラー番組のスペシャルや単発特番で面白かった番組をテレゴングで判定し、トーナメント制で優勝を決める。
    - なお、第3回の「～春の特番トーナメント」は「火曜デラックス」枠にて放送
- これが究極のZANMAIツアー
- 日本テレビ音楽の祭典（現在の「日テレ系音楽の祭典 ベストアーティスト」へ引き継ぐ）
- マジカル頭脳パワー!!21世紀芸能界No.1頭脳決定戦スペシャル（レギュラー放送終了後の復活特番）
- ダウンタウンのバラエティ50年史
- ウリナリ嵐の10番勝負冬の陣沖縄大決戦
- ウリナリ芸能人社交ダンス部外伝!決死のワールドツアーヨーロッパ大舞踏会スペシャル
- NTVハプニング大賞
- あの人は今!?
- 信ジラレナイ99連発
- プロ野球好珍プレーBEST101 → 勇者のスタジアム・プロ野球好珍プレー
- 人間ドックで大発覚!芸能人の病気公開告知スペシャル!!「史上初本人に知らされてない病名を衝撃の生告知」
- 徳光&所のスポーツえらい人グランプリ
- ジャイアンツ60年秘宝大発掘スペシャル（1994年11月5日。読売ジャイアンツ創立60周年および1994年度シーズン日本一を記念し、巨人軍にまつわる秘宝を捜査する。司会：明石家さんま・江川卓・関谷亜矢子(当時局アナ)。メインゲスト：長嶋茂雄監督をはじめとする巨人軍選手たち。特別ゲスト：内堀保(元：巨人軍捕手)・苅田久徳(巨人軍誕生当時の内野手)。レポーター：林家こぶ平(現：九代目林家正蔵)
  - ◎印は、本枠設定以前から放送されている番組。
  - ※印は、現在も単発で放送している。

## スタッフ
- プロデューサー：長谷川賢一→ 笹尾光 → 面高直子 → 政橋雅人 → 今村司
- チーフプロデューサー：→ 柏木登 → 吉田真
- 制作：神戸文彦 → 吉岡正敏